# 尚托索战役
尚托索战役（英語：Battle of Champtoceaux），又名盧莫戰役（英語：Battle of l'Humeau）發生在1341年10月14-16日間，是長達23年的布列塔尼繼承戰爭的開幕戰役。這是爭奪布列塔尼公國的公爵繼承權的衝突，不可避免的被捲入百年戰爭中英格蘭與法蘭西的衝突中。這場戰役原本可以直接解決繼承問題，因為一方的派系領袖让·德·蒙福尔戰敗被俘。但是他的妻子法蘭德斯的喬安娜和幼子讓逃脫監禁，在英格蘭的支持下繼續抵抗，最終逆轉戰爭局勢。

## 背景
1341年4月30日，布列塔尼公爵讓三世去世，圍繞公國繼承權的衝突隨即爆發。主張繼承權的雙方分別是讓三世同父異母的弟弟让·德·蒙福尔以及讓三世的姪女讓娜。讓娜的丈夫夏尔·德·布卢瓦是法王腓力六世的侄子，在中世紀的家族政治中，法王必然會支持其侄子的主張，但他不想擴大布列塔尼半島上的衝突，此時的布列塔尼半島對法蘭西而言有如異國他鄉，旅行充滿困難，語言也很陌生。腓力六世鼓勵讓和夏爾就任何問題達成協議。此時，英王愛德華三世介入衝突，向讓提供軍隊和財政支持，以換取布列塔尼公國的效忠，並承認愛德華是法蘭西的合法統治者。諷刺的是，讓的主張是依據薩利克繼承法女性無權繼承，跟愛德華自己對法蘭西王位的主張背道而馳。英軍意圖利用布列塔尼半島為立足點入侵諾曼第和法蘭西北部的想法嚇壞了腓力六世，他決定在英軍抵達前贏得這場戰爭。讓也沒有坐以待斃，在他因叛國罪被追捕前幾天已從巴黎逃走，在南特從支持者募集了一支軍隊。

## 夏爾出兵
在1341年9月底，夏尔·德·布卢瓦率領5千名法軍、2千名熱那亞傭兵和數量眾多的布列塔尼士兵，於羅亞爾河谷的昂热紮營。
1341年10月，布盧瓦派準備進軍時，蒙福爾派已經佔領了布列塔尼東部大部分的城堡和市鎮，其重要據點包含雷恩、迪南等，還有尚托索守護羅亞爾河谷的要塞。布盧瓦派以南特為目標進軍，夏爾將這座要塞作為第一個目標。夏爾在10月10日率先頭部隊抵達要塞附近，搶先進行圍城。主力部隊的移動緩慢，但已引起蒙福爾派的警覺，考慮到支持者倒戈的風險，讓被迫採取行動，召集一批支持者策馬趕往尚托索。

### 尚托索战役
蒙福爾派試圖解圍尚托索是一場災難性的失敗，他的軍隊被分散在十多的駐紮點，因此只能從南特湊到少數人進行這場緊急行動。這支部隊甚至無法抵抗夏爾的先頭部隊，更不用說夏爾的主力部隊。讓也無法指望英軍在新年前增援布列塔尼。讓在距離尚托索三英里外一個名為盧莫的村莊停了下來，希望找到蒙福爾派的支持者告訴他們布盧瓦派的行蹤。令雙方都大吃一驚的是，讓找到夏爾本人，還差點制伏了他的護衛。夏爾躲進了農舍的塔樓裡，持續阻擋讓和其手下闖入。雙方在如此超現實的環境下進行持續兩天的攻防，讓有幾次成功闖入，但又被夏爾逐出。此時，布盧瓦派的軍隊逼近，讓的支持者前來幫助，和布盧瓦的先頭部隊發生血腥的小規模衝突，然而無法阻止布盧瓦派向南特穩步推進。

### 南特圍城戰
讓最终承認尚托索的失敗，以最快速度騎馬趕往南特。布盧瓦的騎兵終於趕上盧莫的戰鬥，在尚托索周邊擊敗蒙福爾派的許多支持者和傭兵。在逃脫的消息傳播開後，尚托索要塞在10月26日陷落。當讓抵達南特時，市民對其抱持敵意，但仍繼續支持他，前提是一個月內必須要有援軍抵達，否則就會開城投降。接下來幾天，蒙福爾派多次出擊騷擾布盧瓦派，布盧瓦派也做出反應，攻擊蒙福爾派在城市外圍的防禦據點。布盧瓦派將俘虜的守軍在南特城牆外處決，南特城內的不滿度迅速提高，使讓難以找到支持者來協助攻勢。最後在十月底，讓的傭兵在一場突襲中最激烈的時刻擅自撤離，留下市民組成的小隊被布盧瓦派的優勢兵力殲滅。一些蒙福爾派的俘虜被斬首，用投石機將頭顱拋入城內。11月2日，憤怒的市議會強迫讓投降，他被關入巴黎的羅浮宮中。

## 戰後
在短時間裡，蒙福爾派在布列塔尼的據點紛紛因為逃兵或遭布盧瓦軍隊攻擊而失手。冬季，夏爾占領整個布列塔尼半島東部，在隔年春季佔領西部大部分地區，只剩下讓的妻子法蘭德斯的喬安娜和由沃特·曼尼率領的英格蘭小隊控制的布雷斯特港。1342年7月，英格蘭承諾的援軍終於抵達，在布雷斯特海戰中成功逆轉戰局。
根據馬萊特魯瓦和約，让·德·蒙福尔於1343年獲釋，但被軟禁在布列塔尼東部的領土內。他最終在1345年3月逃離法蘭西人的軟禁，逃往英格蘭，之後又返回布列塔尼。讓嘗試奪回坎佩尔失敗，在該年9月去世。讓的幼子讓五世在英格蘭成長，沒有受到監禁，一旦他成年就會接手父親的戰爭。他最終在1364年的歐賴戰役中擊敗夏爾，結束戰爭。

## 註解
1. ↑  這場戰爭的名義上的總指揮是諾曼地公爵讓，由勃艮第公爵厄德為參謀，但夏爾才是握有實權的指揮官。
2. ↑  布盧瓦派的軍隊包含了大量法軍將領，他們本來在參與百年戰爭，因為一條持續到1342年夏季為止的停戰條約轉而參加布列塔尼的戰爭。
3. ↑  這座要塞是988年由安茹公爵所建。
4. ↑  尚托索位在南特東部25公里外羅亞爾河左岸。
5. ↑  尚托索是法王為調停布列塔尼繼承問題而割讓給讓·德·蒙福爾，後來布列塔尼公爵歸還給安茹公國。
6. ↑  南特為該地區首府及權力中心。